# The Last Heist
The Last Heist è un film del 2016 diretto da Mike Mendez.

## Trama
Bernard arriva in una piccola banca a Los Angeles per ritirare i suoi beni in una cassetta di sicurezza, entrando incontra l'impiegato Danny, il suo manager Mark, l'anziana signora Waxman e Cynthia. Poco dopo una banda di rapinatori compie 
una rapina nella banca, facendo un'irruzione e prendono in ostaggio molti presenti. Invece Bernard è più deciso che mai a salvare gli ostaggi e sgominare la banda.